# 山王草堂記念館
山王草堂記念館（さんのうそうどうきねんかん）は、徳富蘇峰の旧宅（山王草堂）の一部を保存して、蔵書や書簡、愛用の品などを展示、紹介している大田区立の施設で、もとの所有者である静岡新聞社から譲り受け、1988年に開館した。
施設は1986年にオープンした蘇峰公園の中にある。この敷地内には、成簣堂文庫という書庫、草庵「一枝庵」、「牛後庵」（次男の徳富萬熊の住まいとして建てられた木造二階建て）という和風建築もあったといわれるが、これらは現存していない。成簣堂文庫にあった書籍は現在は千代田区の石川武美記念図書館（旧お茶の水図書館）に移されている。

## 所在地
- 東京都大田区山王1-41-21

## 開館時間
- 開館時間：9:00～16:30（土曜のみ9:00～20:00）
- 休館日：年末年始（12月29日～1月3日）、その他臨時休館あり
- 入館料：無料

## 交通アクセス
- JR京浜東北線、大森駅西口から徒歩15分
- JR大森駅西口より東急バス「馬込循環」、「上池上循環」もしくは「新代田駅行き」で「馬込銀座」バス停下車で徒歩約5分

## 参考資料
- 乾賢太郎「山王草堂の建設とその時代」(https://www.ota-bunka.or.jp/files/h28_sanno_note.pdf) - 執筆者は、大田区立山王草堂記念館担当学芸員

## 近在の施設
- 大田区立尾崎士郎記念館
- 山王塚
- 馬込文士村